# بوب دوبكين
بوب دوبكين (بالإنجليزية: Bob Dobkin)‏ هو شخصية أعمال ومخترِع ومهندس أمريكي، ولد في 1944 في فيلادلفيا في الولايات المتحدة.